# 托克拉山
13°47′36″S 70°35′33″W / 13.79333°S 70.59250°W
托克拉山（Tocra），是秘魯的山峰，位於該國東南部普諾大區的卡拉瓦亞省，處於馬喬里蒂山以東和阿南塔山東北面，屬於安第斯山脈的一部分，海拔高度5,000米。